# Эр-Ренк
Эр-Ренк (англ. Renk) — город на северо-востоке Южного Судана, на территории округа Ренк (округ) штата Верхний Нил.

## Географическое положение
Город находится в северной части провинции, на правом берегу реки Белый Нил, вблизи границы с Суданом, на расстоянии приблизительно 775 километров к северо-северо-востоку (NNE) от столицы страны Джубы. Абсолютная высота — 371 метр над уровнем моря.

## Население
По данным официальной переписи 2008 года численность населения составляла 69 079 человек.
Динамика численности населения города по годам:
| 2008   | 2013   |
| ------ | ------ |
| 69 079 | 72 709 |